# 김종양
김종양(金鍾陽, 1961년 10월 30일~)은 대한민국의 경찰공무원, 정치인이다. 제22대 국회의원이다. 국제형사경찰기구(인터폴) 총재(2018. 11.~2021. 11.)를 지냈다.

## 생애
1985년 제29회 행정고시에 합격하여 교통부에서 근무 중 1992년 경찰 경정으로 특채되었다. 서울성북경찰서 서장을 거쳐 노무현 정부 시절인 2005년에 청와대 국정상황실 행정관으로 일했고, 미국 로스앤젤레스 주재 대한민국 총영사관 영사를 지냈다. 서울지방경찰청 보안부장, 경찰청 기획조정관, 경남지방경찰청장 등을 거쳐 2015년 경기지방경찰청장(치안정감)을 역임했다. 2012년부터 국제형사경찰기구(인터폴) 집행위원을 거쳐 2015년 11월에 인터폴 아시아 대표 부총재로 선출되었다. 2018년 10월 7일부터 11월 20일까지 비리 혐의로 구속된 중국 출신의 멍훙웨이를 대신하여 인터폴 총재 권한대행을 역임했다.
2018년 11월 21일에는 아랍에미리트 두바이에서 열린 인터폴 총회에서 실시된 전체 회원국들의 투표를 통해 러시아 내무부 출신의 알렉산드르 프로콥추크 후보를 누르고 멍훙웨이의 잔여 임기인 2020년까지 인터폴 수장으로 활동을 시작했다. 이는 러시아 정부가 인터폴을 통해 자국 출신의 야권 지도자, 반체제 인사들에 대한 적색 수배 명령을 내릴 것을 우려한 서방권 국가들의 높은 지지를 받은 것으로 추정된다.

## 학력
- 온천국민학교 졸업
- 창북중학교 졸업
- 마산고등학교 졸업
- 고려대학교 경영대학 경영학 학사
- 서울대학교 행정대학원 행정학 석사
- 동국대학교 대학원 경찰학 박사

## 경력
- 1985: 제29회 행정고시 합격
- 1999. 7. 경남 고성경찰서 서장
- 2000. 7. 울산지방경찰청 경비교통과 과장
- 2001. 7. 울산중부경찰서 서장
- 2002. 7. 서울지방경찰청 교통지도부 교통운영실 실장
- 2004. 1. 서울성북경찰서 서장
- 2005. 3. 대통령비서실 국정상황실 행정관
- 2007. 3. 미국 로스앤젤레스 주재 대한민국 총영사관 영사
- 2010. 9. 서울지방경찰청 보안부 부장
- 2010. 12. 경찰청 핵안보정상회의 기획단 단장
- 2011. 11.~2012. 10. 경찰청 외사국장
- 2012. 10.~2013. 12. 경남지방경찰청장
- 2013. 12.~2014. 12. 경찰청 기획조정관
- 2012. 11. 인터폴 집행위원
- 2014. 12.~2015. 12. 경기지방경찰청장
- 2015. 11.~2018. 11. 인터폴 아시아 부총재
- 2018. 10.~2018. 11. 인터폴 총재 직무대행
- 2018. 11.~2021. 11. 인터폴 총재[1]
- 단국대학교 법무행정대학원 석좌교수
- 경남대학교 경찰학과 초빙교수
- 2020. 3. 오리온홀딩스 사외이사
  - 오리온홀딩스 감사위원회 위원
  - 오리온홀딩스 사외이사후보추천위원회 위원
  - 오리온홀딩스 ESG위원회 위원장
- 2022. 3. 남광토건 사외이사
- 2024. 3.~2024. 4. 제22대 국회의원 선거 국민의힘「국민 희망의 길」 경남선거대책위원회 우주항공첨단엔진소재특별위원회 공동위원장
- 2024. 4. 10. 대한민국 제22대 국회의원 선거 당선(경남 창원시 의창구, 국민의힘, 초선)
- 2024. 5.~ 국민의힘 경상남도당 창원시 의창구 당원협의회 위원장
- 2024. 5.~2025. 6. 국민의힘 원내부대표
- 2024. 9.~: 국민의힘 호남동행 국회의원 발대식 명예의원(전라남도 진도군)
- 2024. 12.~: 국민의힘 제주공항 여객기 사고 수습 TF 위원
- 2025. 5.~2025. 6. 제21대 대통령 선거 국민의힘 김문수 대통령 후보 경남 선거대책위원회 공동선거대책위원장
- 2025. 7.~ 국민의힘 부동산 시장 안정화 대응 TF 위원

### 의정활동
- 2024. 5.~ 제22대 국회의원(경남 창원시 의창구, 국민의힘, 초선)
  - 2024. 6.~2024. 6. 제22대 국회 전반기 국회운영위원회 위원
  - 2024. 6.~2025. 5. 제22대 국회 전반기 행정안전위원회 위원
    - 제22대 국회 전반기 행정안전위원회 법안심사제2소위원회 위원

  - 지속 가능 성장을 위한 구조개혁 실천 포럼 구성의원
  - 국회 대중문화미디어연구회 구성의원
  - 국회세계한인경제포럼 구성의원
  - 2025. 5.~ 제22대 국회 전반기 국토교통위원회 위원
  - 2025. 6.~ 제22대 국회 예산결산특별위원회 위원

## 역대 선거 결과
| 실시년도 | 선거   | 대수 | 직책     | 선거구             | 정당     | 득표수   | 득표율          | 순위 | 당락 | 비고 |
| -------- | ------ | ---- | -------- | ------------------ | -------- | -------- | --------------- | ---- | ---- | ---- |
| 2024년   | 총선   | 22대 | 국회의원 | 경남 창원시 의창구 | 국민의힘 | 69,210표 | \| \| 57.30% \| | 1위  |      | 초선 |
|          | 57.30% |      |          |                    |          |          |                 |      |      |      |

## 소속 정당
| 소속 정당 | 소속 정당  | 소속 기간 | 비고      |
| --------- | ---------- | --------- | --------- |
|           | 새누리당   | 2016      | 정계 입문 |
|           | 무소속     | 2016~2017 | 탈당      |
|           | 바른정당   | 2017      | 창당      |
|           | 무소속     | 2017      | 탈당      |
|           | 자유한국당 | 2017~2018 | 복당      |
|           | 무소속     | 2018~2022 | 탈당      |
|           | 국민의힘   | 2022~현재 | 복당      |

## 같이 보기
- 창원시 의창구 (선거구)
- 창원시 의창구의 국회의원